# Hangchuon Naron
Hangchuon Naron (tiếng Khmer: ហង់ជួន ណារ៉ុន [hɑŋcuən naːron]; sinh ngày 2 tháng 1 năm 1962) là học giả, nhà kinh tế và chính khách người Campuchia, hiện là Bộ trưởng Bộ Giáo dục, Thanh niên và Thể thao kể từ năm 2013. Là một thành viên của Đảng Nhân dân Campuchia, ông giữ chức Bộ trưởng Bộ Kinh tế và Tài chính từ năm 2004 đến năm 2013.
Kể từ khi nhậm chức, ông đã thực hiện các cải cách giáo dục lớn ở Campuchia, bao gồm cả chống gian lận trong thi cử.

## Nền tảng học vấn
- 2018: Tiến sĩ Quản lý Giáo dục, Đại học Chulalongkorn.[3]
- 2012: Chứng chỉ Học viện Luật và Chính sách Đại dương Rhodes.[3]
- 2010–2012: Thạc sĩ Luật, chương trình cấp bằng chung của Đại học Luật và Kinh tế Hoàng gia và Đại học Lumière Lyon 2.[3]
- 2006–2008: 2006-08: Cộng sự viên, Viện Bảo hiểm Chartered; Cộng sự viên, Viện Bảo hiểm Malaysia; Chứng chỉ Bảo hiểm, Viện Bảo hiểm Chartered.[3]
- 1988–1991: Tiến sĩ Kinh tế Quốc tế, MGIMO.[3]
- 1982–1985: Sinh viên tại Khoa Quan hệ Quốc tế và Luật Quốc tế, Đại học Quốc gia Kyiv.[3]
- 1981–1982: Khóa học dự bị, Viện Công nghệ Campuchia.[3]
- 1980–1981: Tú tài II, Lycée Sisowath.[3]

## Chức vụ chính trị
- 2018: Đại biểu Quốc hội, khu vực bầu cử Kampong Cham.[3]
- 2013–nay: Bộ trưởng Bộ Giáo dục, Thanh niên và Thể thao.[3]
- 2004–2013: Quốc vụ khanh, Bộ trưởng Bộ Kinh tế và Tài chính.[3]
- 2004–2010: Tổng Thư ký Bộ Kinh tế và Tài chính Campuchia.[3]